# David von dem Block
David von dem Block (* um 1590; † 1640 oder 1641 in Danzig, Polnisch-Preußen) war ein flämischstämmiger Maler in Danzig.

## Leben
Der Vater Willem van den Blocke war ein flämischer Bildhauer, der nach Königsberg und Danzig eingewandert war. Der Bruder Abraham wurde auch Bildhauer, Izaak Maler.
Von David van den Blocke ist die älteste Erwähnung von 1609 erhalten, als er ein Echtgeburtszeugnis für die Übersiedlung nach Neustadt Brandenburg (oder Neubrandenburg?) benötigte.
1619 beantragte er die Aufnahme in die Malerzunft von Danzig und wurde 1620 Bürger der Stadt. Seitdem malte er in Danzig und Umgebung. 1628 wurde David dazu Stadtwächter, was er offenbar bis Ende seines Lebens blieb.
Vom 7. Dezember 1640 ist eine letzte Erwähnung in den Stadtakten erhalten, am 30. September 1641 war er verstorben. David von dem Block hinterließ eine Witwe Judith und drei Töchter.
siehe auch: van den Blocke (Künstlerfamilie)

## Werk
Von David von dem Block sind einige Malereien in Danzig und Umgebung bekannt, meist nur aus Aktennotizen. Er erreichte nicht die Bedeutung, die sein Vater und die Brüder in Danzig hatten.
- Malereien in  einem Turm (1619), dem Artushof (1619), der Marienkirche (1621) und dem Rechtsstädtischen Rathaus (1623, 1629, 130) in Danzig, aus Aktennotizen bekannt
- Malereien in Weichselmünde (1626), Aktennotiz
- Bemalung der Orgel in der Johanneskirche in Danzig (1627), Vertrag bekannt
- Das jüngste Gericht (1627–1629), Gemälde 1,78 × 4,25 m hinter der Orgel, war 1944 eingelagert, danach wahrscheinlich zerstört
- König Władysław IV. , in Friedens-Triumph des Durchleuchtigsten, Grossmächtigsten und Hochgebohrnen Fürsten und Herrn Vladislai IV. der Pohlen und Schweden Königs, Dantzig 1637, Druckgraphik, erhalten in Bibliothek der Akademie der Wissenschaften Gdańsk[1]
- Malereien in Danzig (1638), bekannt aus Aktennotiz